# Lucius Afranius (consul en -60)
Pour les articles homonymes, voir Lucius Afranius.
Lucius Afranius, est un partisan de Pompée, qui le fait élire consul en -60. Il prend part aux guerres civiles contre Jules César et décède en -46 à Thapsus.

## Biographie
D'après une inscription trouvée à Cossignano, on situe l'origine de Lucius Afranius, fils d'Aulus Afranius, dans ce vicus au sud du Picenum, région d'Italie centrale dans laquelle Pompeius Strabo a de nombreux clients. La famille est de rang équestre, mais les historiens ne s'accordent pas sur la date de son accès au Sénat romain, sous Sylla avec Lucius Afranius, ou plus tôt au IIe siècle selon Claude Nicolet.
En 75-72 av. J.-C., Afranius est légat de Pompée en Espagne lors de la guerre contre Sertorius. Il détruit Calaguris, une des dernières cités rebelles,.
En 71 av. J.-C., Afranius est élu préteur, puis gouverneur en Espagne, où son action militaire lui vaut le triomphe.
En 66 av. J.-C., Afranius participe aux campagnes de Pompée en Orient contre à la Mithridate comme légat. Il intervient en Arménie et occupe la ville de Gordyène menacée par l'armée parthe.
En 61 av. J.-C., Pompée finance la campagne électorale d'Afranius et de Metellus en achetant les votes des électeurs, et les fait élire consuls pour l'année 60. Pompée espérait obtenir grâce à eux des terres pour ses vétérans, mais il se brouille avec Metellus et Afranius ne lui apporte aucun soutien. Après son consulat, Afranius est proconsul de Gaule cisalpine en 59 av. J.-C.. 
Durant la guerre civile qui oppose Jules César à Pompée à partir de 49 av. J.-C., Afranius est légat de Pompée, chargé de défendre l'Hispanie citérieure. Il s'oppose avec Petreius à l'entrée de l'armée de César en Espagne en défendant avec trois légions les ponts sur le Sègre près de Lérida,,, mais il doit se replier et ne peut empêcher la capitulation de ses troupes le 2 aout 49 av. J.-C..
Il combat ensuite à Pharsale en 48 av. J.-C. et après la mort de Pompée, il rejoint en 46 av. J.-C. les derniers pompéiens en Afrique qui sont vaincus à Thapsus.  Il décède après cette dernière bataille, fait prisonnier et exécuté sur ordre de Jules César ou, selon une autre version, massacré par ses propres soldats.